# Fabien Centonze
Fabien Centonze (Voiron, 16 gennaio 1996) è un calciatore francese, difensore del  Nantes.

## Caratteristiche tecniche
Centonze è un terzino destro, in grado se necessario di ricoprire anche il ruolo di esterno di centrocampo. Capace sia di difendere che di attaccare, tra le sue peculiarità spicca la rapidità.

## Carriera

### Club

#### Gli esordi
Cresciuto nel settore giovanile del Grenoble, nel 2012 si trasferisce all'Évian TG. Inizialmente schierato negli allenamenti come centrocampista centrale, è l'allenatore Safet Sušić a decidere di farlo debuttare in prima squadra schierandolo come terzino destro, il 31 luglio 2015 in occasione del match di Ligue 2 pareggiato 0-0 contro il Nimes.
Nel 2016 passa al Clermont Foot, con cui rimane per due stagioni.
Nel 2018 si trasferisce al Lens, con cui si rende protagonista di una buona stagione in Ligue 2, figurando a fine anno nel'11 ideale scelto dal sindacato dei calciatori francesi.

#### Metz
Nel giugno 2019 il Metz, neopromosso in Ligue 1, annuncia l'acquisto di Centonze a titolo definitivo. Nella sua prima stagione in granata, favorito anche dall'assenza di alternative sulla fascia destra, Centonze si impone fin da subito come titolare in quella posizione, fornendo buone prestazioni e giocando tutte le partite di campionato fino alla sospensione dovuta alla pandemia di COVID-19.
L'anno successivo, Centonze si conferma titolare inamovibile nel Metz, risultando ancora una volta uno dei giocatori migliori della squadra, riuscendo anche ad andare a rete per la prima volta col club: il 6 marzo 2021, in Coppa di Francia contro il Valenciennes ed il 24 aprile seguente contro il Paris Saint-Germain.
Continua a confermarsi come uno dei più forti della rosa anche durante la terza stagione con gli amaranto, tuttavia l'anno, benché positivo per lui, si conclude con la retrocessione in Ligue 2.

#### Nantes
Il 22 settembre 2022 viene acquistato a titolo definitivo per 4 milioni di euro dal Nantes, con cui firma un contratto quinquennale, facendo così ritorno immediatamente in massima serie. Dopo essere stato un mese fuori per infortunio, il 23 ottobre debutta da subentrato nel corso della gara di campionato contro il Nizza finito 1-1.
Il 16 febbraio 2023 debutta nelle competizioni europee con la maglia dei canarini in occasione del pareggio per 1-1 in casa della Juventus, valido per gli spareggi di Europa League; mentre il 29 aprile successivo gioca da titolare la finale di coppa di Francia persa per 1-5 contro il Tolosa.
Nonostante un buon inizio, dopo l'avvicendamento in panchina di Pierre Aristouy al posto di Antoine Kombouaré, perde il suo posto da titolare, non disputando le ultime due giornate di campionato. Durante la sessione estiva di calciomercato, malgrado la volontà del calciatore di trasferirsi altrove visto l'acuirsi del rapporto con Aristouy, il club rifiuta il suo trasferimento al Rennes, dichiarando di voler puntare ancora su di lui. Tuttavia, nel settembre 2023, lo stesso club lo sanziona a seguito di alcune dichiarazioni da lui fatte nei confronti dell’allenatore, facendogli saltare tutta la prima parte di campionato.
Torna in campo il 17 dicembre, subentrando al 58' minuto a Jean-Charles Castelletto in occasione della gara di campionato persa 0-2 contro il Brest.

#### Verona
Visto il poco rendimento e la difficoltà a trovare spazio tra le file dei canarini, il 1º febbraio 2024 si trasferisce in prestito al Verona.
Debutta con la nuova maglia l'11 febbraio successivo nel pareggio esterno a reti inviolate contro il Monza in cui subentra nel corso del secondo tempo a Jackson Tchatchoua.

## Statistiche

### Presenze e reti nei club
Statistiche aggiornate al 17 maggio 2025.
| Stagione             | Squadra              | Campionato           | Campionato | Campionato | Coppe nazionali | Coppe nazionali | Coppe nazionali | Coppe continentali | Coppe continentali | Coppe continentali | Altre coppe | Altre coppe | Altre coppe | Totale | Totale |
| Stagione             | Squadra              | Comp                 | Pres       | Reti       | Comp            | Pres            | Reti            | Comp               | Pres               | Reti               | Comp        | Pres        | Reti        | Pres   | Reti   |
| -------------------- | -------------------- | -------------------- | ---------- | ---------- | --------------- | --------------- | --------------- | ------------------ | ------------------ | ------------------ | ----------- | ----------- | ----------- | ------ | ------ |
| 2015-2016            | Évian TG             | L2                   | 30         | 3          | CF+CdL          | 2+2             | 0+1             | -                  | -                  | -                  | -           | -           | -           | 34     | 4      |
| 2016-2017            | Clermont Foot        | L2                   | 29         | 0          | CF+CdL          | 1+3             | 0+1             | -                  | -                  | -                  | -           | -           | -           | 33     | 1      |
| 2017-2018            | Clermont Foot        | L2                   | 30         | 0          | CF+CdL          | 0+1             | 0               | -                  | -                  | -                  | -           | -           | -           | 31     | 0      |
| Totale Clermont Foot | Totale Clermont Foot | Totale Clermont Foot | 59         | 0          |                 | 5               | 1               |                    | -                  | -                  |             | -           | -           | 64     | 1      |
| 2018-2019            | Lens                 | L2                   | 35+2       | 0          | CF+CdL          | 1+1             | 0               | -                  | -                  | -                  | -           | -           | -           | 39     | 0      |
| 2019-2020            | Metz                 | L1                   | 28         | 0          | CF+CdL          | 1+1             | 0               | -                  | -                  | -                  | -           | -           | -           | 30     | 0      |
| 2020-2021            | Metz                 | L1                   | 36         | 1          | CF              | 3               | 1               | -                  | -                  | -                  | -           | -           | -           | 39     | 2      |
| 2021-2022            | Metz                 | L1                   | 19         | 4          | CF              | 0               | 0               | -                  | -                  | -                  | -           | -           | -           | 19     | 4      |
| ago.-set. 2022       | Metz                 | L2                   | 3          | 0          | CF              | -               | -               | -                  | -                  | -                  | -           | -           | -           | 0      | 0      |
| Totale Metz          | Totale Metz          | Totale Metz          | 86         | 5          |                 | 5               | 1               |                    | -                  | -                  |             | -           | -           | 91     | 6      |
| set. 2022-2023       | Nantes               | L1                   | 23         | 0          | CF              | 4               | 0               | UEL                | 2                  | 0                  | SF          | -           | -           | 29     | 0      |
| 2023-gen. 2024       | Nantes               | L1                   | 3          | 0          | CF              | 2               | 0               | -                  | -                  | -                  | -           | -           | -           | 5      | 0      |
| gen.-giu. 2024       | Verona               | A                    | 10         | 0          | CI              | -               | -               | -                  | -                  | -                  | -           | -           | -           | 10     | 0      |
| 2024-2025            | Nantes               | L1                   | 7          | 0          | CF              | 0               | 0               | -                  | -                  | -                  | -           | -           | -           | 7      | 0      |
| Totale Nantes        | Totale Nantes        | Totale Nantes        | 33         | 0          |                 | 6               | 0               |                    | 2                  | 0                  |             | -           | -           | 41     | 0      |
| 2024-2025            | Nantes 2             | N3                   | 3          | 0          | -               | -               | -               | -                  | -                  | -                  | -           | -           | -           | 3      | 0      |
| Totale carriera      | Totale carriera      | Totale carriera      | 258        | 8          |                 | 22              | 3               |                    | 2                  | 0                  |             | -           | -           | 282    | 12     |